# María Luisa García
Pour les articles homonymes, voir Maria García, García, Lisa et Heredia.
María Luisa García est une actrice et monteuse française d'origine espagnole, née en 1956 en Espagne, connue sous différents noms de scène : Lisa Heredia, Lisa Hérédia, Lisa de Heredia, Maria Louisa Garcia Martinez ou María Luisa García Martinez.
Elle signe aussi le montage de certains films, dont Le Rayon vert de Rohmer, sous son vrai nom, María Luisa García. En revanche, son nom d'actrice le plus usité est Lisa Hérédia.

## Filmographie

### Actrice
- 1976 : La Croisée des chemins de Jean-Claude Brisseau
- 1978 : La Vie comme ça de Jean-Claude Brisseau : Agnès Tessier
- 1981 : La Femme de l'aviateur de Éric Rohmer : l'amie d'Anne
- 1982 : Les Contes modernes
- 1983 : Un jeu brutal de Jean-Claude Brisseau : Annie
- 1984 : Rosette prend sa douche de Rosette
- 1986 : Le Rayon vert de Éric Rohmer : Manuella
- 1988 : De bruit et de fureur de Jean-Claude Brisseau : l'apparition
- 1992 : Céline de Jean-Claude Brisseau : Geneviève Tessier
- 1994 : L'Ange noir de Jean-Claude Brisseau : Madeleine
- 2000 : Les Savates du bon Dieu de Jean-Claude Brisseau : une femme au bureau de Poste
- 2002 : Choses secrètes de Jean-Claude Brisseau : la mère de Sandrine
- 2006 : Les Anges exterminateurs de Jean-Claude Brisseau : la maquilleuse
- 2022 : Astrakan de David Depesseville : la grand-mère

### Monteuse
- 1983 : Un jeu brutal
- 1986 : Le Rayon vert
- 1987 : 4 aventures de Reinette et Mirabelle
- 1987 : L'Ami de mon amie
- 1987 : Rosette cherche une chambre (court métrage)
- 1988 : Rosette vole les voleurs (court métrage)
- 1988 : De bruit et de fureur
- 1989 : Les Jeux de société (téléfilm)
- 1989 : Noce blanche
- 1990 : Conte de printemps
- 1992 : Céline
- 1994 : L'ange noir
- 2000 : Les Savates du bon Dieu
- 2002 : Choses secrètes
- 2006 : Les Anges exterminateurs
- 2008 : À l'aventure
- 2012 : La fille de nulle part
- 2018 : Que le diable nous emporte